# Степан Семенюк
Степан Васильович Драницький (нар. 19 січня 1920, Гаразджа, Волинь, Польська республіка - пом. 12 липня 2019, Зелена Гура, Польща) — районовий провідник ОУН Луцького району, шеф політичного штабу ВО-3 «Турів». Політв'язень, один з керівників Норильського повстання. Лауреат премії імені Василя Стуса. Більше відомий як Степан Семенюк.

## Біографія
Народився у багатодітній селянській родині. Закінчив чотири класи початкової школи у рідному селі. У Луцьку працював і продовжував навчання. 1938 року став членом Організації українських націоналістів, отримав псевдо «Федько». При радянській владі пройшов перепідготовчі курси і працював вчителем історії.
З 30 серпня 1940 року перейшов на нелегальне становище, був районовим провідником Острожецького району (входив до Луцького округу ОУН). За часів німецької окупації мав псевдо «Матвій». Восени 1941 року став провідником ОУН Луцького району, а з лютого наступного року — окружним провідником ОУН Луцької округи. У травні 1943 року Степана Драницького призначили суспільно-політичним референтом обласного проводу ОУН, а згодом — Військової округи «Турів» Української повстанської армії, шефом політичного штабу. Від липня 1943 року — член Крайового проводу ОУН П3У3. Неодноразово брав участь у боях. У друкарні Колківської республіки видав посібник для початкової школи «Українознавство» (1943). Після переходу фронту в серпні 1944-го — референт пропаганди ВО УПА «Тютюнник».
9 вересня 1944 року потрапив у полон. При арешті він мав документи на прізвище Семенюка, по справі проходив як рядовий повстанець і громадянин Польщі. Був засуджений до смертної кари. В очікуванні розстрілу 79 діб перебував у камері смертників Рівненської в'язниці. Вирок був замінений на 20 років каторги, 20 квітня 1945 його відправили етапом до ГУЛАГу. За десять років він побував у таборах Тайшету, Маріїнінська, Норильська, Воркути, Мордовії, у центральному ізоляторі у Володимирі на Клязьмі, в в'язниці в Іркутську. У концтаборах було кілька осіб, які його знали з волі, проте ніхто не видав. Особливою сторінкою біографії Степана Семенюка є його участь у табірному русі опору. 1953 року він був одним із учасників Норильського повстання у таборах «Горлагу».
У 1955 році групу поляків, зокрема й Семенюка, депортували добувати термін неволі в Польщу. Перебування в тамтешньому ув'язненні було набагато легшим і людянішим, аніж у радянських концтаборах. Невдовзі його звільнили. Після виходу на волю тривалий час Степан Семенюк проживав у родичів, друзів з України, потім працював на будівництві. Згодом отримав житло у місті Зелена Гура, там одружився.
У часописі «Визвольний шлях» були надруковані його спогади під заголовком «Зошит каторжника» і підписом І.Іршавець. З огляду на тодішню політичну ситуацію не можна було подати багатьох правдивих даних — імен, псевд, виконуваних функцій, назви місцевостей, тощо. 2011 року на інтернет-сайті «Меморіал» надруковані більш розлогі спогади Степана Семенюка про ті героїчні тяжкі роки боротьби українського народу за свою незалежність.
Луцьке видавництво «Терен» започаткувало книжкову серію «Озброєні честю», яка присвячена історії ОУН і УПА й містить книги спогадів ветеранів української національно-визвольної боротьби. 2010 року була надрукувана книга Степана Семенюка «… І гинули першими» — спогади автора про повстанський рух на Волині і ув'язнення в концтаборі Норильська. За цей твір отримав премію імені Василя Стуса.
|                  | Степан Семенюк належить до покоління тих учасників національно-визвольних змагань, які діяли в умовах неможливого і всупереч обставинам. Вони говорять тільки по суті — нічого зайвого, і мовчки роблять свою справу. Степан Семенюк — добрий вчитель, і це — чи не найголовніший слід у житті подвижника, який на вівтар Батьківщини поклав усе своє життя. |
| — Євген Сверстюк | |

Помер 12 липня 2019 року у місті Зелена Гура в Польщі на 99-му році життя.

## Родина
Вся родина Драницьких присвятила себе національно-визвольній боротьбі. Найстарший брат Остап загинув, визволяючи Латвію. Андрій (псевдо «Мім») був окружним господарчим референтом Організації українських націоналістів і районовим ОУН Луччини, загинув у 1945 році від куль співробітників НКВС. Іван Драницький, районовий ОУН Колківщини, також загинув 1945 року в бою з енкаведистами.
15 травня 1941 року його батьків, дружину брата з п'ятирічним племінником радянська влада депортувала до Тюменської області. Тато помер від голоду у 1945 році, мама двічі тікала із заслання, згодом повернулася додому. У 1966 році Степан зустрічався з нею під час своєї першої поїздки до України з часу його передачі владі ПНР.